# Japoma Stadium
Japoma Stadium – piłkarski stadion w Duali, w Kamerunie. Obiekt będzie mógł pomieścić 50 000 widzów. Budowę stadionu rozpoczęto 21 lutego 2017 roku, a planowo ma się skończyć w 2018 roku. Obiekt będzie jedną z aren Pucharu Narodów Afryki w 2021 roku.

## Wyposażenie
Stadion ma być wielofunkcyjny, znajdą się na nim boiska do koszykówki, siatkówki i piłki ręcznej oraz korty tenisowe, jak również basen olimpijski, centra konferencyjne i handlowe. Ponadto na stadionie ma być zlokalizowany luksusowy czterogwiazdkowy hotel. Stadion będzie głównie używany do zawodów w piłce nożnej, ale będzie posiadał także bieżnię lekkoatletyczną.
Stadion Japoma ma kosztować około 143 miliony dolarów, a 75 procent projektu finansuję Türk Eximbank.